# Zdeno Štrba
Zdeno Štrba (Krásno nad Kysucou, 9 giugno 1976) è un ex calciatore slovacco, di ruolo centrocampista.

## Caratteristiche tecniche
Era un mediano classico.

## Carriera

### Club
Durante la sua carriera ha giocato per diversi anni con la maglia dello Žilina, conquistando tre double campionato-coppa slovacca nel 2003, 2004 e 2007.

### Nazionale
Nel 2010 ha partecipato al primo storico Mondiale della Slovacchia, giocando un torneo sottotono.

## Palmarès

### Club

#### Competizioni nazionali
- Campionato slovacco: 3

Žilina: 2002-2003, 2003-2004, 2006-2007
- Supercoppa di Slovacchia: 3

Žilina: 2003, 2004, 2007
- 2. Liga (Slovacchia): 1

Spartak Myjava: 2011-2012